# 17369 Eremeeva
17369 Eremeeva è un asteroide della fascia principale. Scoperto nel 1979, presenta un'orbita caratterizzata da un semiasse maggiore pari a 2,9181819 UA e da un'eccentricità di 0,0868127, inclinata di 1,05148° rispetto all'eclittica.